# Starý Mateřov
Starý Mateřov (en allemand : Alt Materschau) est une commune du district et de la région de Pardubice, en République tchèque. Sa population s'élevait à 942 habitants en 2024.

## Géographie
Starý Mateřov se trouve à 6 km au sud-ouest du centre de Pardubice et fait partie de son agglomération, à 25 km au sud-sud-ouest de Hradec Králové et à 92 km à l'est de Prague.
La commune est limitée par Pardubice au nord, par Třebosice à l'est, par Dubany, Čepí et Jezbořice au sud, et par Barchov à l'ouest.

## Histoire
La première mention écrite de la localité date de 1227.

## Transports
Par la route, Starý Mateřov se trouve à 9 km de Pardubice et à 111 km de Prague. 